# Fabriciana anargyra
Fabriciana anargyra är en fjärilsart som beskrevs av Reuss 1925. Fabriciana anargyra ingår i släktet Fabriciana och familjen praktfjärilar. Inga underarter finns listade i Catalogue of Life.